# Ivanivka, Novoukraiinka
Ivanivka (în ucraineană Іванівка) este localitatea de reședință a comunei Ivanivka din raionul Novoukraiinka, regiunea Kirovohrad, Ucraina.

## Demografie
Componența lingvistică a localității Ivanivka
     Ucraineană (94,5%)
     Rusă (3,5%)
     Alte limbi (1,75%)
Conform recensământului din 2001, majoritatea populației localității Ivanivka era vorbitoare de ucraineană (94,5%), existând în minoritate și vorbitori de rusă (3,5%).